# بيل (أسطورة)
بيل أو بِل (بالأكادية بيلو)، تشير هذه الكلمة إلى «الرب» أو «السيد»، وهي لقب وليس اسماً حقيقياً، ينطبق على مختلف الآلهة في ديانة بلاد ما بين النهرين في أكاد وآشور وبابل. والنسخة الأنثوية له هو بيليت (أو السيدة). يتم تمثيل بيل بـ (بيلوس) في اللغة اليونانية واللاتينية. لغوياً في السامية الشرقية وبعل في السامية الشمالية يعطيان نفس المعنى.
كان المترجمون الأوائل للغة الاكدية يعتقدون أن الإيديوجرام للإله بيل الذي يطلق عليه باللغة السومرية إنليل الذي كان يجب قراءته على أنه بيل باللغة الأكادية. تعتبر الدراسات الحالية اثبتت أنّ هذا الرأي غير صحيح، ولكن تجد أحياناً أن لفظة «بيل» كانت تستخدم في الإشارة إلى إنليل في الترجمات والدراسات القديمة.
استخدم لفظ بيل بشكل خاص للإله البابلي مردوخ وتم العثور عليه في الأسماء الشخصية الآشورية والبابلية الحديثة أو المذكورة في سياق النقوش التي تم العثور عليها في بلاد ما بين النهرين، يمكن عادةً اعتبارها ما تشير إلى الإله مردوخ وليس غيره. وبالمثل فإن «بليت» تشير إلى زوجة بيل مردوخ التي تدعى سربانيط. ومع ذلك، فإن والدة مردوخ هي الإلهة السومرية تدعى ننهورساج أو ننماخ وأسماء أخرى باللغة السومرية، كانت تُعرف باسم بيليت-إيلي «سيدة الآلهة» في الأكدية.
آلهة أخرى يطلق عليها تسمية «رب»، وأحيانا تم تحديدها كلياً أو جزئياً مع بيل مردوخ. مثال ذلك ملاك-بيل في تدمر، على الرغم من أنه في الفترة اللاحقة التي تأتي منها معظم معلوماتنا يبدو أنه أصبح إله الشمس.
وبالمثل، من غير المرجح أن يكون زيوس بيلوس الذي ذكره المؤلف الفينيقي سانشونياثون المولود لكرونوس/إيل في تدمر، من غير المرجح أن يكون نفسه مردوخ.

## بيل تدمر
إله اسمه بيل كان رئيس آلهة تدمر في عصر ما قبل الهلنستي، حيث كان يعبد إلى جانب الآلهة عجليبوول ويرحيبول. في الأصل، كان يُعرف باسم بول، وفقاً للكلمة السماوية الشمالية الغربية بعل (تُستخدم عادةً للإشارة إلى الإله هدد)، حتى امتدت عبادة بيل مردوخ إلى تدمر وبحلول عام 213 ق م، كان بول أعيدت تسميته إلى بيل، وأصبح معبد بيل مكرساً لعبادة هذا الإله.
- بيل تدمر ، سوريا ، يصور على أقصى اليسار بجانب بعلشامين ، عجليبوول و يرحيبول
- بوابة محصنة لـ معبد بل في تدمر ، سوريا

## الهوامش
1. ↑  نور الدين خليل (2008). قاموس الأديان الكبرى الثلاثة: اليهودية والمسيحية والإسلامية (بالعربية والإنجليزية). مراجعة: محمود آدم. الإسكندرية: مؤسسة حورس الدولية للطباعة والنشر. ص. 85. ISBN:978-977-368-087-9. OCLC:166560426. OL:45068455M. QID:Q125055340.
2. ↑  James Orr (1915). The International Standard Bible Encyclopaedia. Howard-Severance Company. ص. 349–. مؤرشف من الأصل في 2016-06-29.
3. ↑  Teixidor, Javier (1979). The Pantheon of Palmyra (بالإنجليزية). Brill Archive. ISBN:9004059873. Archived from the original on 2020-01-31.
4. ↑  Drijvers, H. J. W. (1980). Cults and Beliefs at Edessa (بالإنجليزية). Brill Archive. ISBN:9004060502. Archived from the original on 2016-11-17.